# Christoph Knasmüllner
Christoph Knasmüllner, né le 30 avril 1992 à Vienne en Autriche, est un footballeur autrichien qui évolue au poste de milieu offensif au Rapid Vienne.

## Biographie

### Jeunesse et formation
Natif de Vienne en Autriche, Christoph Knasmüllner est formé par l'un des clubs de la capitale, l'Austria Vienne. En 2008, il rejoint le centre de formation du Bayern Munich, mais il ne réalise aucune apparition avec l'équipe première. Le 28 janvier 2011, il s'engage avec l'Inter Milan, pour un contrat courant jusqu'en 2015. Il ne joue toutefois pas avec l'équipe professionnelle lors de son passage en Italie.

### FC Ingolstadt
Christoph Knasmüllner retourne en Allemagne après son passage à l'Inter, s'engageant avec le FC Ingolstadt, qui évolue alors en deuxième division. Avec cette équipe, il dispute 20 matchs en 2. Bundesliga, inscrivant deux buts.

### Admira Wacker

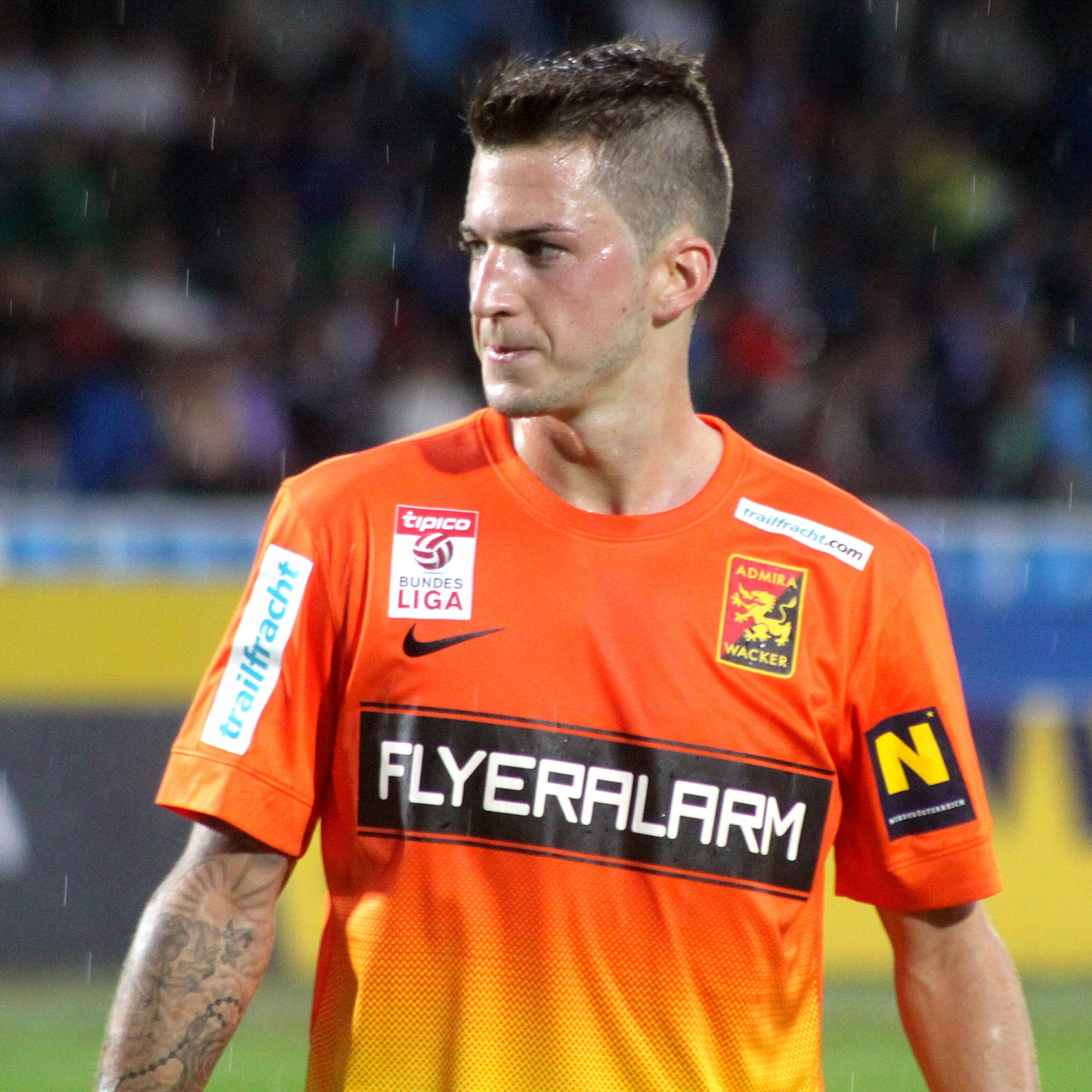
Christoph Knasmüllner avec l'Admira Wacker en août 2014.

En juillet 2014, il retourne dans son pays natal, s'engageant avec l'Admira Wacker.
En mai 2016, il atteint avec son équipe la finale de la Coupe d'Autriche. L'Admira Wacker s'avère lourdement battue par le Red Bull Salzbourg (défaite 0-5).
Lors de la saison 2017-2018, il se met en évidence en inscrivant 12 buts en championnat, en une demie saison seulement. Il est notamment l'auteur d'un triplé le 30 septembre 2017, lors de la réception du LASK Linz (victoire 4-2).

### Barnsley FC
Le 31 janvier 2018, lors du mercato hivernal, Christoph Knasmüllner signe au Barnsley FC.

### Rapid Vienne
Après la relégation de Barnsley à l'issue de la saison 2017-2018, et ayant très peu joué avec le club anglais, Knasmüllner revient en Autriche et dans sa ville natale, signant pour un autre club de la capitale, le Rapid Vienne, le 15 juin 2018.
Il joue son premier match sous ses nouvelles couleurs le 20 juillet 2018, lors d'une rencontre de coupe d'Autriche face au FC Kufstein. Titulaire, il participe à la large victoire de son équipe par cinq buts à zéro en délivrant deux passes décisives. Lors de la saison 2018-2019, il se met en évidence lors des tours préliminaires de la Ligue Europa, en étant l'auteur d'un doublé face à l'équipe slovaque du Slovan Bratislava. Il participe ensuite à la phase finale de cette compétition avec le Rapid. Son équipe parvient à s'extirper de la phase de poule, avant d'être battue en seizièmes de finale par le club italien de l'Inter Milan.
En mai 2019, il atteint pour la seconde fois la finale de la Coupe d'Autriche. Une nouvelle fois, il se voit battu par le RB Salzburg (défaite 2-0).

### En équipe nationale
Avec l'équipe d'Autriche des moins de 17 ans, il inscrit un total de neuf buts. Il est notamment l'auteur d'un doublé lors d'un match amical contre l'Estonie, en mai 2008, où les Autrichiens s'imposent sur le très large score de 0-7.
Avec l'équipe d'Autriche des moins de 19 ans, Christoph Knasmüllner participe au championnat d'Europe des moins de 19 ans en 2010. Lors de cette compétition organisée en France, il joue deux matchs, contre l'Angleterre et la France, avec pour résultats deux défaites. Les jeunes autrichiens ne parviennent pas à sortir de la phase de groupe.
Knasmüllner inscrit cinq buts dans la catégorie des moins de 19 ans. Ces buts ont tous lieu lors de matchs amicaux. Il marque un but contre la Serbie, puis un doublé contre le Danemark, et enfin marque un autre doublé contre la Grèce.
En octobre 2017, il est appelé en équipe nationale A, à l'occasion de deux matchs des éliminatoires du mondial 2018, contre la Serbie et la Moldavie. Knasmüllner reste sur le banc des remplaçants lors de ces deux matchs.

## Palmarès
- Finaliste de la Coupe d'Autriche en 2016 avec l'Admira Wacker et en 2019 avec le Rapid Vienne